# Live at the Fillmore East 1970
Live at the Fillmore East 1970 is een livedubbelalbum van de Britse rock- en bluesband Ten Years After. Het is opgenomen in 1970 en voor het eerst uitgebracht in 2001.

## Muzikanten
- Alvin Lee – zang, gitaar
- Leo Lyons – basgitaar
- Ric Lee – drums
- Chick Churchill – keyboards

## Muziek
Op dit livealbum staan oude blues- en rock-'n-rollnummers en een aantal eigen composities die vooral geschreven zijn door zanger-gitarist Alvin Lee. De muziek op dit livealbum is ruiger en harder dan op de studioalbums en de band improviseert meer, waarbij het vingervlugge gitaarspel de hoofdrol speelt. De meeste nummers hebben lange solo's, waaronder een drumsolo in het nummer the Hobbit.  Het studioalbum Cricklewood green is enkele maanden na dit livealbum uitgebracht en sommige nummers die een plekje op dat album hebben gekregen, staan ook al op dit livealbum (Love like a man, Working on the road en 50.000 Miles beneath my brain). Help me, Spoonful en I can't keep from crying sometimes stonden ook op het eerste studioalbum uit 1967.
Good morning little schoolgirl is opgenomen door Sonny Boy Williamson I in 1937 en later gespeeld door onder anderen Muddy Waters, Johnny Winter en de Yardbirds. Help me is geschreven door de blueszanger Alex Miller, (artiestennaam Sonny Boy Williamson II) samen met Willie Dixon en Ralph Bass. Dit nummer werd voor het eerst uitgevoerd in 1963. I can’t keep from crying sometimes is in 1966 geschreven door sessiemuzikant Al Kooper, die in de jaren zestig onder meer speelde met Bob Dylan en Blood Sweat and Tears. I'm Going Home was het succesnummer van Ten Years After op het Woodstock Festival.
Sweet little sixteen is in 1958 bekend geworden door de rock-'n-rollzanger Chuck Berry en later gecoverd door the Beatles. Roll over Beethoven is ook geschreven door Chuck Berry en was later een succes van Electric Light Orchestra. Spoonful is geschreven door de Amerikaanse bluesartiest Willie Dixon en is in 1966 uitgevoerd door Cream en in 2015 door Joe Bonamassa.

### Cd 1
1. Love Like a Man (Alvin Lee) - 9:34
2. Good Morning Little Schoolgirl (Sonny Boy Williamson I) - 7:26
3. Working on the Road" (Alvin Lee) - 3:34
4. The Hobbit (Ric Lee) - 10:52
5. 50.000 Miles Beneath My Brain (Alvin Lee) - 9:58
6. Skoobly-Oobley-Doobob (Alvin Lee) / I Can't Keep From Crying Sometimes (Al Kooper)/ Extension On One Chord" (Alvin Lee, Ric Lee, Leo Lyons, Chick Churchill) - 19:30

### Cd 2
1. Help Me (Sonny Boy Williamson II, Willie Dixon, Ralph Bass) - 16:05
2. "I'm Going Home" (Alvin Lee) - 11:57
3. Sweet Little Sixteen (Chuck Berry) - 4:38
4. Roll Over Beethoven (Chuck Berry) - 4:44
5. I Woke Up This Morning (Alvin Lee) - 8:09
6. Spoonful (Willie Dixon) - 8:00

## Album
Dit album is opgenomen op 27 en 28 februari 1970 in de concerthal Fillmore East in New York. De band heeft eenmaal opgereden op 27 februari en tweemaal (middag en avond) op 28 februari. De opnames hebben plaatsgevonden voordat het studioalbum Cricklewood green later in datzelfde jaar werd opgenomen. De band zat toen op het hoogtepunt van zijn muzikale loopbaan. Het was een half jaar na het Woodstockfestival (15 tot en met 18 augustus 1969) en voor het Isle of Wight-festival (26 tot en met 31 augustus 1970). Op beide festivals heeft Ten Years After een succesvol optreden verzorgd. Fillmore East was een beroemde concerthal, die in 1968 is opgericht door concertpromotor Bill Graham en in 1971 is beëindigd. In die korte periode hebben er veel beroemde bands opgetreden. Er zijn livealbums opgenomen van onder meer Jimi Hendrix, the Allman Brothers en Frank Zappa.
Ten Years After heeft het album zelf geproduceerd, met hulp van geluidstechnicus Eddie Kramer, die ook veel heeft samengewerkt met Jimi Hendrix. Het album is gemixt en geremasterd in de Abbey Road Studios in Londen. Het album is geremasterd door Peter Mew en de coördinator was Nigel Reeve. De compact disc is uitgebracht op 16 juli 2001 op Capitol Records. De hoes van het originele album wijkt af van de latere uitvoeringen. Op de voorkant van de oorspronkelijke Europese hoes staat een (vage) portretfoto met de gezichten van de bandleden. Op de voorkant van latere versies staat een zwart-witfoto van de bandleden die zitten op een paar grote boomtakken. De hoes is ontworpen door Phil Smee en de foto's zijn genomen door Herb Staehr.

## Ontvangst
Criticus Hal Horowitz van de site AllMusic schreef in zijn recensie onder meer: This superbly recorded double disc (the original engineer was Eddie Kramer, best-known for his work with Hendrix) captured over a weekend worth of dates in February 1970 at the venerable New York City venue catches the Brit boogie quartet at the peak of their powers.  AllMusic waardeerde dit album met vier sterren (maximaal vijf).